# Ashleigh Weerden
Ashleigh Weerden (Amsterdam, 7 juni 1999) is een Nederlands voetbalster die als aanvaller speelt bij Crystal Palace in de FA Women's Super League.

## Clubcarrière
Sinds 2016 speelde ze voor FC Twente waarmee ze in het seizoen 2018/19 landskampioen werd. Ze maakte haar debuut in Oranje op 4 maart 2019 in de met 1-0 verloren wedstrijd tegen Polen tijdens de Algarve Cup. Tevens werd ze geselecteerd voor de EK-kwalificatiewedstrijden tegen Estland op 30 augustus en Turkije op 3 september 2019.
Ze speelt sinds augustus 2024 voor Crystal Palace.

## Statistieken
| Seizoen | Club                | Land      | Competitie              | Wedstrijden | Doelpunten |
| ------- | ------------------- | --------- | ----------------------- | ----------- | ---------- |
| 2017/18 | FC Twente           | Nederland | Eredivisie              | 24          | 2          |
| 2018/19 | FC Twente           | Nederland | Eredivisie              | 24          | 4          |
| 2019/20 | FC Twente           | Nederland | Eredivisie              | 12          | 0          |
| 2020/21 | Montpellier         | Frankrijk | DV1                     | 20          | 1          |
| 2021/22 | Montpellier         | Frankrijk | DV1                     | 16          | 0          |
| 2022/23 | Ajax                | Nederland | Eredivisie              | 19          | 3          |
| 2023/24 | Ajax                | Nederland | Eredivisie              | 11          | 0          |
| 2024/25 | Crystal Palace F.C. | Engeland  | FA Women's Super League | 10          | 0          |
| Totaal  | Totaal              | Totaal    | Totaal                  | 136         | 10         |

Laatste update: 12 januari 2025